# Костел Пресвятої Трійці (Устя-Зелене)
Костел Пресвятої Трійці в Усті-Зеленому — культова споруда, римсько-католицька церква в селі Устя-Зеленому Тернопільської области України.

## Відомості
- 16 травня 1579 — засновано парафію коштом дідича містечка Миколая Мелецького.
- 1718 — згадують дерев'яний костел.
- 1718—1735 — за кошти Г. Дунін-Голавінського збудований новий мурований костел, який в 1735 р. освятив краківський єпископ-помічник М. Куницький; наріжний камінь 29 вересня 1718 року освятив львівський єпископ-помічник Ян Шанявський.
- 1741 — збудовано дзвіницю.
- XVIII ст. — частково відремонтовано, як і на початку XIX ст.
- 1925 — освячено головний вівтар.
- до 1991 — функціонував як зерносховище.
- 1994 — здійснено ремонт повернутого храму.

## Настоятелі
- о. Петро Соколовський.